# Hypena albizona
Hypena albizona är en fjärilsart som beskrevs av Fletcher 1961. Hypena albizona ingår i släktet Hypena och familjen nattflyn. Inga underarter finns listade i Catalogue of Life.